# 31 juli
31 juli är den 212:e dagen på året i den gregorianska kalendern (213:e under skottår). Det återstår 153 dagar av året.

## Återkommande bemärkelsedagar

### Helgondagar
- Elin av Skövde (dock firad i Skara stift den 30 juli)

## Namnsdagar

### I den svenska almanackan
- Nuvarande – Helena och Elin
- Föregående i bokstavsordning
  - Elin – Namnet förekom tidvis på dagens datum redan före 1901, men detta år infördes det där definitivt och har funnits där sedan dess.
  - Elina – Namnet infördes på dagens datum 1986, men utgick 1993.
  - Elna – Namnet infördes 1986 på 19 februari, men flyttades 1993 till dagens datum och utgick 2001.
  - Elon – Namnet infördes på dagens datum 1986, men flyttades 1993 till 11 mars och utgick 2001.
  - Germund – Namnet förekom under 1600-talet både på 28 maj och på dagens datum, men utgick sedan. 1901 infördes det på 19 juni och har funnits där sedan dess.
  - Helena – Namnet förekom, till minne av Skövdes skyddshelgon, före 1901 tidvis på 30 juli, eftersom hon firades i Skara stift denna dag. De övriga svenska stiften firade henne på dagens datum och därför har namnet också varit vanligast här. 1901, när det sedan länge hade funnits på just dagens datum, flyttades det till 18 augusti, där det fanns fram till 2001, då det flyttades tillbaka till dagens datum.
- Föregående i kronologisk ordning
  - Före 1901 – Helena, Elin och Germund
  - 1901–1985 – Elin
  - 1986–1992 – Elin, Elon och Elina
  - 1993–2000 – Elin och Elna
  - Från 2001 – Helena och Elin
- Källor
  - Brylla, Eva (red.): Namnlängdsboken, Norstedts ordbok, Stockholm, 2000. ISBN 91-7227-204-X
  - af Klintberg, Bengt: Namnen i almanackan, Norstedts ordbok, Stockholm, 2001. ISBN 91-7227-292-9

### Finlandssvenska almanackan
- Nuvarande från 1929[1] – Helena
- I föregående revideringar[a][2]
  - inga ändringar sedan 1929

## Händelser
- 432 – Sedan Celestinus I har avlidit den 27 juli väljs Sixtus III till påve.[3] Trots att hans pontifikat varar under diverse kyrkostrider kan han regera i åtta år, till sin död 440. Hans mest kända gärning för eftervärlden är att sända missionären Patrik till Irland, vilken sedermera blir öns skyddshelgon.
- 1009 – Sedan Johannes XVIII har avlidit den 18 juli väljs Pietro Boccapecora till påve och tar namnet Sergius IV. Han anses vara den förste, som har antagit ett särskilt påvenamn och inte använt sitt riktiga namn på posten. Han avlider efter knappt tre år (1012) och efterträds då av Benedictus VIII.
- 1927 – Herrarnas tiokamp i Uppsala årets svenska mästerskap i friidrott avslutas (den började dagen före). I övrigt är mästerskapen utspridda över året och landet med tävlingar i Örebro i mars och Eskilstuna i maj samt med avslutning i Stockholm i augusti. Denna dag hålls också en samlad dag för damer i Lidköping. Även om damernas tävlingar hålls på en enda dag är det ett framsteg, eftersom detta är första gången damer tillåts tävla i friidrotts-SM.
- 1940 – Den svenske revykungen Karl Gerhards revy Gullregn har premiär på Folkan i Stockholm och blir Karl Gerhards mest framgångsrika revy, då den kommer att spelas i över nio månader. Det mest kända numret i revyn är Den ökända hästen från Troja, där Karl Gerhard skarpt kritiserar den svenska undfallenheten mot Nazityskland och tyskarnas framfart i Europa. Då den tyska legationen i Stockholm starkt ogillar numret tvingar Stockholms polismästare Gerhard att ta bort numret ur revyn, med hänvisning till en lag från 1868. Gerhard framför numret en gång efter att han mottagit förbudet mot att framföra det och får därför betala böter. Därefter förs den häst, som används som dekor i numret, fram på scen med munkavle, varvid Gerhard istället läser upp förbudet. Så småningom framför han istället en snällare version, som kallas Den välkända hästen från Troja.
- 1945 – Den svenska samlingsregeringen, som bildades den 13 december 1939 och med den socialdemokratiske ledaren Per Albin Hansson som statsminister har styrt Sverige under andra världskriget, upplöses. I denna regering har samtliga riksdagspartier utom kommunisterna ingått och den har existerat under kriget, för att man ska lägga partikäbblet åt sidan och istället se till att hålla Sverige utanför själva kriget. När kriget nu är över i Europa och det bara är en tidsfråga innan det tar slut i Stilla havet börjar dock de borgerliga partierna vilja återgå till den vanliga ordningen, medan socialdemokraterna gärna vill ha kvar samlingsregeringen. Denna dag bildas istället en rent socialdemokratisk ministär, som sitter till Hanssons död hösten 1946. Socialdemokraterna behåller dock makten till 1976 med Tage Erlander och Olof Palme som partiledare och statsministrar.
- 1968 – Ubåten HMS Sjöormen tas i bruk av svenska flottan och förblir i tjänst i nästan 30 år (till 1997). Den är den första i sin klass, som officiellt heter A11, men som efter denna ubåt kommer att kallas Sjöormen-klass. Den kan vistas i undervattensläge i flera veckor och får med tiden fyra systerfartyg (Sjölejonet, Sjöhunden, Sjöbjörnen och Sjöhästen), men 1997 säljer man samtliga till Singapore, som då för första gången börjar bygga upp en ubåtsflotta.
- 1970 – Den dagliga ransonen rom serveras för sista gången i brittiska flottan. Engelska (sedermera brittiska) sjömän har serverats alkohol dagligdags sedan 1600-talet, även om ransonerna med tiden har minskat, eftersom alkoholismen har varit utbredd. 1969 har frågan om romransonen börjat diskuteras i parlamentet, som sedermera har beslutat att avskaffa den. Eftersom den dagliga rommen har kallats ”tot” går dagen inom flottan till historien som ”Black Tot Day”.
- 1982
  - Vid den franska staden Beaune kolliderar två bussar och två personbilar på motorvägen A6 mellan Paris och Lyon. 53 personer, varav 44 eller 46 barn, omkommer i olyckan som blir den värsta bilolyckan i Frankrike genom tiderna.
  - Det svenska punkbandet Ebba Grön gör sin sista spelning i Norberg, strax efter att deras tredje och sista album har givits ut. I början av 1983 upplöses gruppen, då gruppmedlemmen Fjodor har tröttnat på framgångarna och kändisskapet och övriga har börjat med ett sidoprojekt, som sedermera leder till bildandet av gruppen Imperiet.
- 1994 – Den ukrainske stavhopparen Sergej Bubka hoppar 6,14 meter utomhus i italienska Sestriere. Han slår därmed världsrekord utomhus och är obesegrad fram till 17 september 2020, då Armand Duplantis slår rekordet med ett hopp på 6,15 meter. Året före (1993) har Bubka lyckats hoppa 6,15 meter inomhus och detta rekord varar i 21 år, till 2014, då fransmannen Renaud Lavillenie slår hans rekord med 1 cm.
- 2014 – Skogsbranden i Västmanland 2014 startar.

## Födda
- 1396 – Filip III, hertig av Burgund
- 1527 – Maximilian II, tysk-romersk kejsare
- 1598 – Alessandro Algardi, italiensk barockskulptör
- 1704 – Gabriel Cramer, schweizisk matematiker
- 1783 – John Wales, amerikansk whigpolitiker, senator för Delaware
- 1803 – John Ericsson, svensk-amerikansk ingenjör och uppfinnare
- 1822 – Abram Hewitt, amerikansk industrialist och demokratisk politiker, kongressledamot och borgmästare i New York
- 1832 – Gustaf Fredrikson, svensk skådespelare och teaterchef
- 1838 – Anton Martin, svensk borgmästare och riksdagsman
- 1850 – Robert Love Taylor, amerikansk demokratisk politiker, guvernör i Tennessee och senator för samma delstat
- 1853 – Frans von Schéele, svensk universitets- och skolman samt pedagogisk och filosofisk skriftställare
- 1863 – Sidney Johnston Catts, amerikansk politiker, guvernör i Florida
- 1875 – Adolf Alexandersson, svensk fiskare och folkpartistisk politiker
- 1883 – Erich Heckel, tysk målare och grafiker inom expressionismen
- 1884 – Carl Friedrich Goerdeler, tysk politiker
- 1894 – Jenny Hasselquist, svensk premiärdansös, skådespelare och balettpedagog
- 1897
  - Margit Andelius, svensk skådespelare
  - Eric Bengtson, svensk kapellmästare, musikarrangör, kompositör och dirigent
- 1901 – Jean Dubuffet, fransk målare och grafiker
- 1914
  - Mario Bava, italiensk filmregissör, fotograf och producent
  - Ignacy Jeż, polsk biskop
  - Louis de Funès, fransk skådespelare, komiker och pianist
- 1918
  - Paul D. Boyer, amerikansk kemist, mottagare av Nobelpriset i kemi 1997
  - Siv Ericks, svensk skådespelare
- 1921
  - Peter Benenson, brittisk jurist, grundare av den ideella organisationen Amnesty International
  - Tore Sjöstrand, svensk friidrottare, OS-guld 1948
- 1925 – John Swainson, amerikansk demokratisk politiker, guvernör i Michigan
- 1926 – Hilary Putnam, amerikansk filosof och professor
- 1929 – Don Murray, amerikansk skådespelare
- 1932
  - Ted Cassidy, amerikansk skådespelare
  - Johann Georg av Hohenzollern-Sigmaringen, tysk prins och make till prinsessan Birgitta
  - Pelle Petterson, svensk seglare och formgivare
- 1933 – Lars Lennart Forsberg, svensk regissör, manusförfattare, kompositör och filmproducent
- 1937
  - Jan Håfström, svensk målare, tecknare och skulptör
  - Olof Johansson, svensk centerpartistisk politiker, Centerpartiets partiledare, Sveriges miljöminister
- 1939
  - Susan Flannery, amerikansk skådespelare
  - France Nuyen, fransk skådespelare
- 1940 – Elisabeth Odén, svensk skådespelare
- 1941 – Amarsinh Chaudhary, indisk politiker
- 1942 – Jan Bergquist, svensk regissör, skådespelare och dramatiker
- 1943 – Roland Kent LaVoie, amerikansk sångare och låtskrivare med artistnamnet Lobo
- 1944 – Geraldine Chaplin, amerikansk skådespelare
- 1947
  - Johan Rabaeus, svensk skådespelare
  - Joe Wilson, amerikansk republikansk politiker, kongressledamot
- 1950 – Anita Molander, svensk skådespelare
- 1951
  - Carlo Karges, tysk musiker
  - Evonne Goolagong, australisk tennisspelare
- 1956 – Michael Biehn, amerikansk skådespelare
- 1963 – Betty Sutton, amerikansk demokratisk politiker, kongressledamot
- 1964 – Caroline Müller, nederländsk-tysk sångare med artistnamnet C.C. Catch
- 1965 – J.K. Rowling, brittisk författare, mest känd för böckerna om Harry Potter
- 1967 – Nina Bouraoui, fransk författare
- 1971 – Harri Mänty, sverigefinländsk musiker, gitarrist i gruppen Kent
- 1972 – Tami Stronach, amerikansk skådespelare och dansare
- 1974
  - Emilia Fox, brittisk skådespelare och producent
  - Adam Putnam, amerikansk republikansk politiker
- 1975 – Henrik Ståhl, svensk skådespelare, dramatiker och författare
- 1976
  - Vernon Zaborowski, amerikansk musiker i gruppen CKY
  - Paulo Wanchope, costaricansk fotbollsspelare
- 1977 – Sam Hammington, nyzeeländsk skådespelare
- 1978 – Justin Wilson, brittisk racerförare
- 1981
  - Ana Cláudia Michels, brasiliansk fotomodell
  - Matthew Charles Sanders, amerikansk sångare i gruppen Avenged Sevenfold
- 1985 – Alissa White-Gluz, kanadensisk metalsångerska och låtskrivare
- 1986
  - Jevgenij Malkin, rysk ishockeyspelare
  - Salam Shaker, irakisk fotbollsspelare
- 1990 – Kim Amb, svensk spjutkastare

## Avlidna
- 1556 – Ignatius av Loyola, 64, spansk-italiensk munk och helgon, grundare av jesuitorden
- 1685 – Claes Fleming, 36, svensk friherre, lantmarskalk och riksråd
- 1750 – Johan V, 60, kung av Portugal
- 1784 – Denis Diderot, 70, fransk författare och filosof
- 1849 – Sándor Petőfi, 26, ungersk nationalskald och revolutionsledare
- 1875 – Andrew Johnson, 66, amerikansk demokratisk politiker, USA:s vicepresident och president
- 1886 – Franz Liszt, 74, ungersk kompositör och pianist
- 1891 – Frederick A. Sawyer, 68, amerikansk republikansk politiker, senator för South Carolina
- 1933 – Karl C. Schuyler, 56, amerikansk republikansk politiker, senator för Colorado
- 1944 – Antoine de Saint-Exupéry, 44, fransk författare
- 1949 – John C.B. Ehringhaus, 67, amerikansk demokratisk politiker, guvernör i North Carolina
- 1962 – Sigfrid Jonsson, 52, svensk skogsarbetare och socialdemokratisk riksdagspolitiker
- 1964 – Jim Reeves, 40, amerikansk countrysångare
- 1966 – Lars Görling, 34, svensk författare och regissör
- 1967 – Richard Kuhn, 66, österrikisk-tysk biokemist, mottagare av Nobelpriset i kemi 1938
- 1969 – Harry Ahlin, 69, svensk skådespelare
- 1975 – Per-Axel Branner, 76, svensk skådespelare, regissör, manusförfattare och teaterchef
- 1977 – Alfhild Degerberg, 84, svensk skådespelare
- 1985 – Willy Granqvist, 36, svensk radioman och författare
- 1986 – Chiune Sugihara, 86, japansk diplomat
- 1988 – Trinidad Silva, 38, amerikansk skådespelare
- 1993 – Baudouin, 62, belgarnas konung
- 1994 – Frank Mangs, 96, finlandssvensk predikant och författare
- 2000 – Lars Jansson, 73, finlandssvensk författare och tecknare
- 2001 – Poul Anderson, 74, amerikansk science fiction-författare
- 2004 – Laura Betti, 77, italiensk skådespelare
- 2005 – Wim Duisenberg, 70, nederländsk politiker, Nederländernas finansminister, chef för Europeiska centralbanken
- 2007 – R.D. Wingfield, 79, brittisk deckarförfattare
- 2008 – Lee Young, 94, amerikansk jazzmusiker
- 2009
  - Bobby Robson, 76, brittisk fotbollsspelare och -tränare
  - Harry Alan Towers, 88, brittisk producent och manusförfattare
- 2012
  - Mollie Hunter, 90, brittisk barnboksförfattare
  - Gore Vidal, 86, amerikansk författare och politisk aktivist
- 2015 – Richard Schweiker, 89, amerikansk republikansk politiker, senator för Pennsylvania, USA:s hälsominister
- 2017 – Jeanne Moreau, 89, fransk skådespelare
- 2020 – Alan William Parker, 76, brittisk filmregissör
- 2023 – Inga Landgré, 95, svensk skådespelare